# Inndyr
Inndyr è un villaggio della Norvegia, situato nella municipalità di Gildeskål, nella contea di Nordland.